# بالوما بلويد
بالوما بلويد هي عارضة وممثلة أمريكية وإسبانية، ولدت في 6 مارس 1988 بشيكاغو في الولايات المتحدة.

## وصلات خارجية
- بالوما بلويد على موقع IMDb (الإنجليزية)
- بالوما بلويد على موقع روتن توميتوز (الإنجليزية)
- بالوما بلويد على موقع قاعدة بيانات الفيلم (الإنجليزية)